# サムドゥプツェ区
サムドゥプツェ区（サムドゥプツェく、チベット語: བསམ་འགྲུབ་རྩེ་、bsam 'grub rtse, 桑珠孜＝そうじゅし-く）は中華人民共和国チベット自治区シガツェ市の市轄区。ツァン地方の宗教、政治、経済、文化の中心。ゲンドゥン・ギャツォ（ダライ・ラマ2世）の出身地であり、チベット仏教第二の指導者パンチェン・ラマが代々住まい、中国政府により国家歴史文化名城に指定された。

## 地理
桑珠孜区はチベット南部、ヒマラヤ山脈北麓、ヤルンツァンポ川とニャンチュ川（楚河）の合流地点に位置する。海抜3840mの中国最高の都市。年平均気温は6℃、降水量は420mm。人口はチベット族が多数で、農業は主にハダカムギ、コムギの栽培とヤクの放牧等、手工業が比較的発達している。
ギャンツェと隣接している。

## 歴史
8世紀にインドの高僧パドマサンババがこの地を通った時、山河が素晴らしかったのでここに留まり修行をして、ここがラサに次ぐ都市となると予言したという。1349年、パクモドゥパの大司徒チャンチュプ・ギェルツェンがここに都市を建設し、その名を「至高の如意成就荘園」を意味する「シーガ・サムトゥン・ドゥッペー・ツェモ (gzhis ka bsam don 'grub pa'i rtse mo)」とした。現行の正式呼称「シガツェ (gshis ka rtse)」はその略称である。1563年には、ツァントェ王 (gtsang stod rgyal po)を自称するニャクパ（シンシャクパ）政権の拠点となり、大きく発展した。1642年、ゲルク派信者のグシ・ハンによって陥落した際、壮麗な王宮は破壊されたが、以後もタシルンポ寺の門前町として繁栄した。現在はチベット（西蔵）自治区シガツェ市の地方行政機構の所在地である。
（沿革）
- 1955年-1959年、チベット動乱
- 1959年、人民解放軍、西蔵のほぼ全域を掌握。
- 1960年、シガツェ県を設置。
- 1986年、国務院、国家歴史文化名城の称号を授与、同年、県をあらためて市とする。
- 2014年6月26日、サムドゥプツェ区と改称される

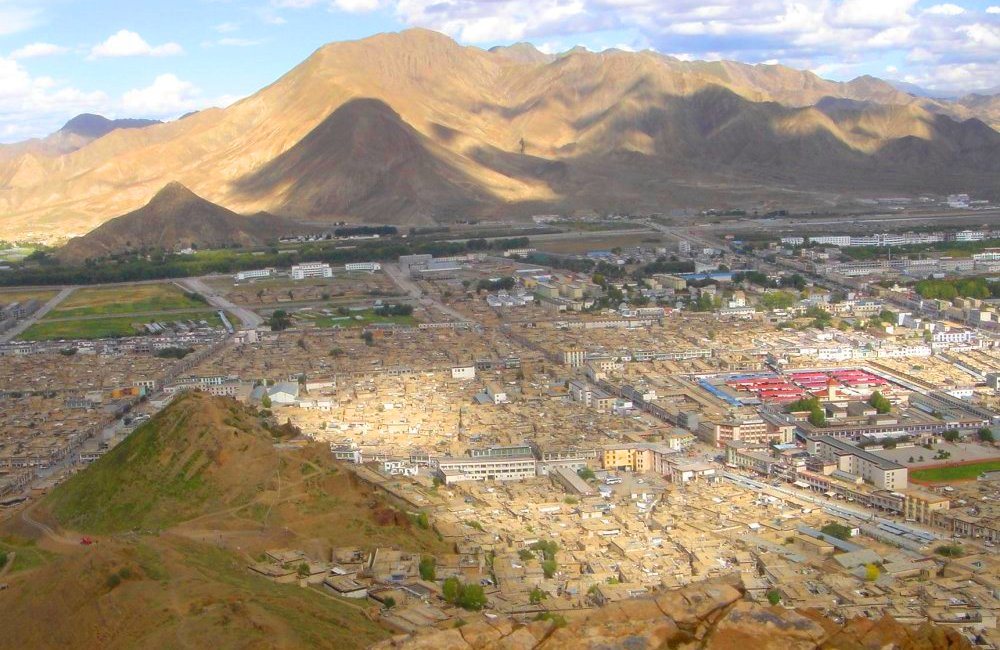
サムドゥプツェ区

## 行政区画
4街道、10郷を管轄：
- 街道：城東街道、城西街道、城南街道、城北街道
- 郷：曲布雄郷、曲美郷、聶日雄郷、甲措雄郷、納爾郷、東嘎郷、辺雄郷、江当郷、年木郷、聯郷

## 文化と観光
サムドゥプツェ区は歴代パンチェン・ラマの住まう場所である。パンチェン・ラマはゲルク派でダライ・ラマに次ぐ第二の高僧である。パンチェン・ラマが座主を務めるタシルンポ寺は街の南、山に沿って建てられている。それは広大な宗教と政治の機能を具えたシガツェ市の中心にしてゲルク派の四大僧院の一つである。街の東南にあるシャル寺は美しい壁画が数多く残る、ラマ教ゲルク派の起源の地で、11世紀に建設された。ナルタン寺、俄爾寺、安貢寺などの古い寺や住居が今もなお使われている。
- 国家歴史文化名城：シガツェ
- 全国重点文物保護単位：タシルンポ寺、シャル寺

## 交通

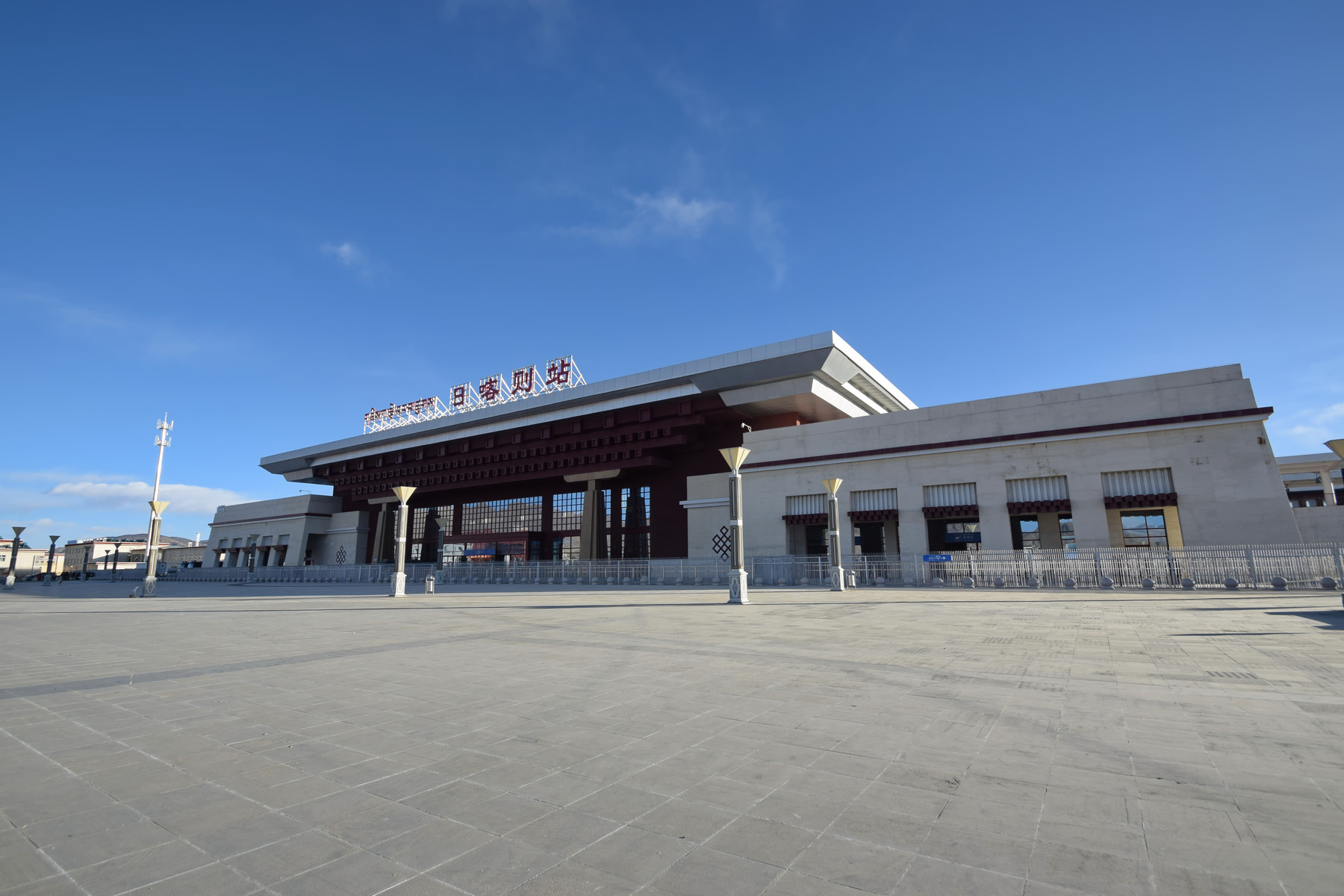
シガツェ駅

### 航空
- シガツェ平和空港（中国語版）

### 鉄道
- 中国鉄路総公司
  - ラサ・シガツェ鉄道
    - シガツェ駅

### 道路
- G318国道がラサからシガツェを経由し、ネパール国境のダムまで伸びている。